# Ametlla garapinyada
|  | Per a altres significats, vegeu «ametlla (desambiguació)». |

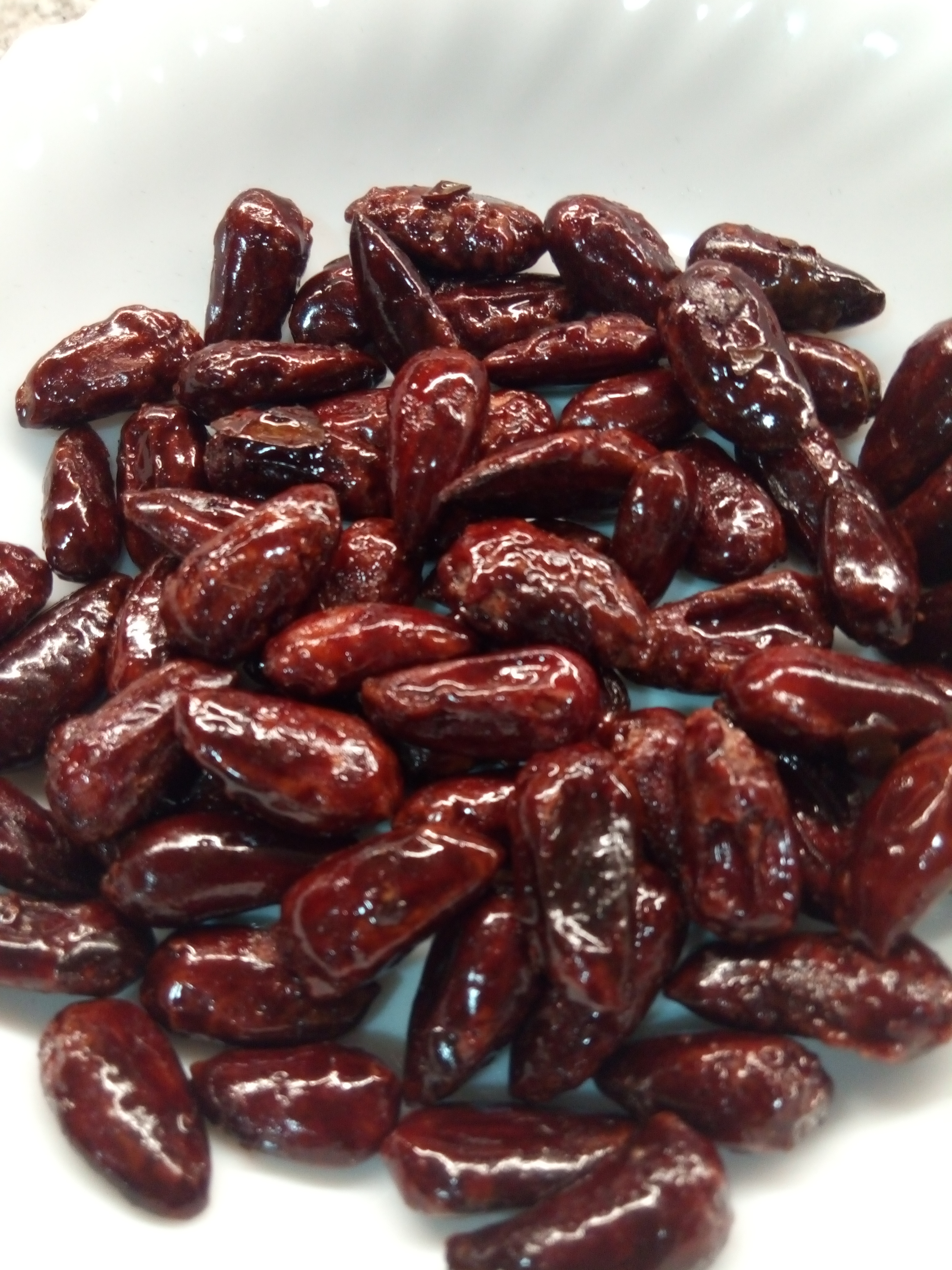
Ametlles caramel·litzades cassolanes

Les ametlles gar(r)apinyades, o ametlles ronyoses o ametlles ensucrades, són ametlles recobertes de sucre caramel·litzat.
S'elaboren amb ametlles crues i sense pelar, sucre i aigua. S'afegeixen les ametlles a un almívar fosc i es couen a foc fort fins a reduir l'aigua gairebé del tot. A continuació es remena a foc lent perquè s'impregnin en la pasta de sucre i es torna a pujar el foc per caramel·litzar-les. Finalment, es posen en calent i per separat sobre un marbre i es deixen refredar.
No s'ha de confondre amb la praliné o pralinada, que és una ametlla recoberta de sucre caramel·litzada. Les ametlles caramel·litzades són diferents de les garapinyades. La seva elaboració és la següent: en fred, s'hi posa les ametlles, l’aigua, el sucre i un rajolí d’oli. Tot això es fa bullir en una cassola de terra o paella. Tot seguit, es posa al foc fort i es remena sovint. Es deixa reduir l’aigua, el sucre i l’oli, i quan està reduït es posen en una planxa d’acer inoxidable per tal de separar-les quan encara estan calentes. I després, es deixen refredar. Aquestes ametlles es fan a la comarca de l’Urgell i són més fines i més mengívoles ja que no porten tant sucre i no tenen trossos tant grossos de sucre cremat al seu voltant.
Trobem els seus orígens en la gastronomia àrab, en una preparació de la qual van derivar altres receptes com el crocant, guirlatxe, el nogat, o el torró.